# جان گرودن
جان گرودن (انگلیسی: Jon Gruden؛ زادهٔ ۱۷ اوت ۱۹۶۳) بازیکن فوتبال آمریکایی، و سرمربی اهل ایالات متحده آمریکا است.